# Pawłokoma
Pawłokoma (ukr. Павлокома) – wieś w Polsce położona w województwie podkarpackim, w powiecie rzeszowskim, w gminie Dynów, na terenie Parku Krajobrazowego Pogórza Przemyskiego. Wieś należy do parafii w Dylągowej w diecezji przemyskiej.
W latach 1975–1998 miejscowość administracyjnie należała do województwa przemyskiego.

## Położenie
Wieś położona jest nad potokiem Łysa, będącym prawym dopływem Sanu. Graniczy od zachodu z Bartkówką, od południa z Dylągową a na wschodzie częściowo z Sielnicą. San otacza wieś od strony północno–zachodniej i wschodniej w formie wygiętego łuku.

## Części wsi
| SIMC    | Nazwa       | Rodzaj    |
| ------- | ----------- | --------- |
| 1000752 | Dymitówki   | część wsi |
| 0602012 | Kaczmarówka | część wsi |
| 0602029 | Kolonia     | część wsi |
| 1000806 | Radanówki   | część wsi |
| 0602035 | Zagóra      | część wsi |

## Historia
Pierwsza wzmianka w dokumentach o miejscowości Pawłokoma pochodzi z 13 października 1441, kiedy to w wyniku nadania królewskiego wieś została przejęta przez Mikołaja Kmitę.
W czasach zaborów, do 1918, wieś położona była w powiecie brzozowskim, w austriackiej prowincji Galicja. W połowie i pod koniec XIX wieku właścicielem posiadłości tabularnej w Pawłokomie był Ludwik Skrzyński. Po roku 1918 wieś należała do powiatu brzozowskiego, sąd powiatowy w Dynowie, sąd okręgowy w Sanoku. W okresie międzywojennym był tu cieśla, kołodziej, kowal, krawiec, szewcy, oraz trafika i gospoda.
W okresie do wybuchu II wojny światowej we wsi działała polska organizacja Związku Strzeleckiego oraz ukraińska Proswita.

### II wojna światowa
Po 17 września 1939 wieś, w wyniku ustalenia nowej granicy niemiecko-sowieckiej, znalazła się w ZSRR. 10 lutego 1940 rozpoczęły się pierwsze wywózki Polaków w głąb Związku Radzieckiego. W okresie po kwietniu 1943 część ukraińskich mieszkańców zgłosiła się na ochotnika do 14 Dywizji Grenadierów SS. Od 1944 do maja 1945 na terenie Pawłokomy oraz ościennych wsi dochodziło do starć polsko-ukraińskich.
W kwietniu 1944 policja ukraińska z Jawornika Ruskiego aresztowała pięciu mieszkańców Pawłokomy pod zarzutem przynależności do AK i posiadania broni. Aresztowanymi byli Jan Kuś, Jan Radon, Jan Ulanowski, Maria Ulanowska i Katarzyna Kocyło (oprócz nich także jeden mieszkaniec Dylągowej).
3 marca 1945 członkowie samoobrony z kilku okolicznych wsi zamordowali od 150 do 366 osób narodowości ukraińskiej z Pawłokomy, w tym greckokatolickiego księdza Wołodymyra Łemcię. Mord odbył się na cmentarzu obok miejscowej cerkwi.
W latach 60. XX wieku cerkiew została rozebrana a materiał budowlany z niej pozyskany posłużył do wzniesienia domu ludowego.
W 2006 odbyły się uroczystości upamiętniające polskie i ukraińskie ofiary wydarzeń z II wojny światowej, których uczestnikami był prezydent Polski, Lech Kaczyński, i prezydent Ukrainy, Wiktor Juszczenko.

## Urodzeni w Pawłokomie
- Petro Poticzny – kanadyjski historyk ukraińskiego pochodzenia.
- Józef Maciej Wodyński – polski scenograf i malarz.

## Galeria

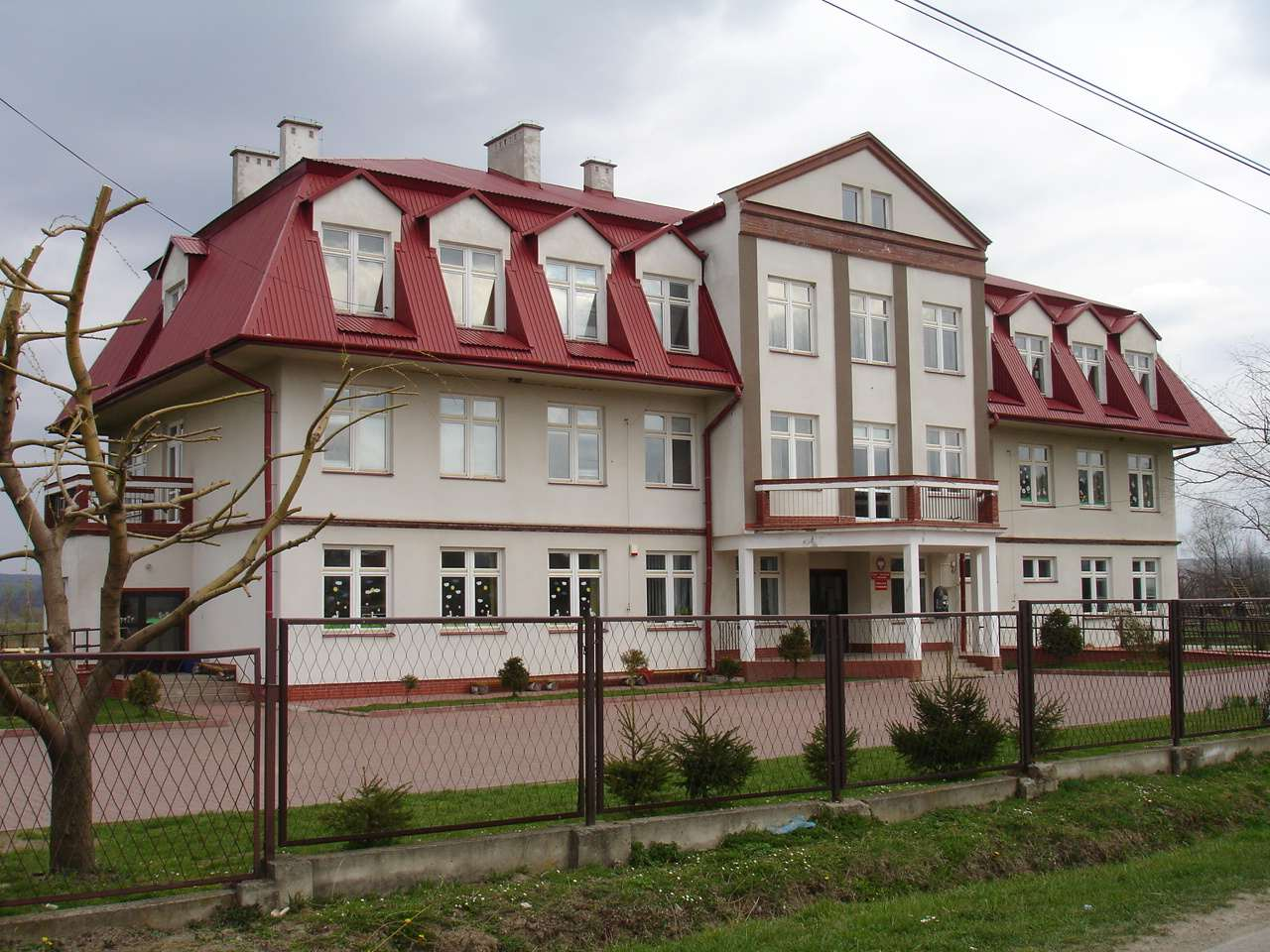
Gimnazjum w Pawłokomie
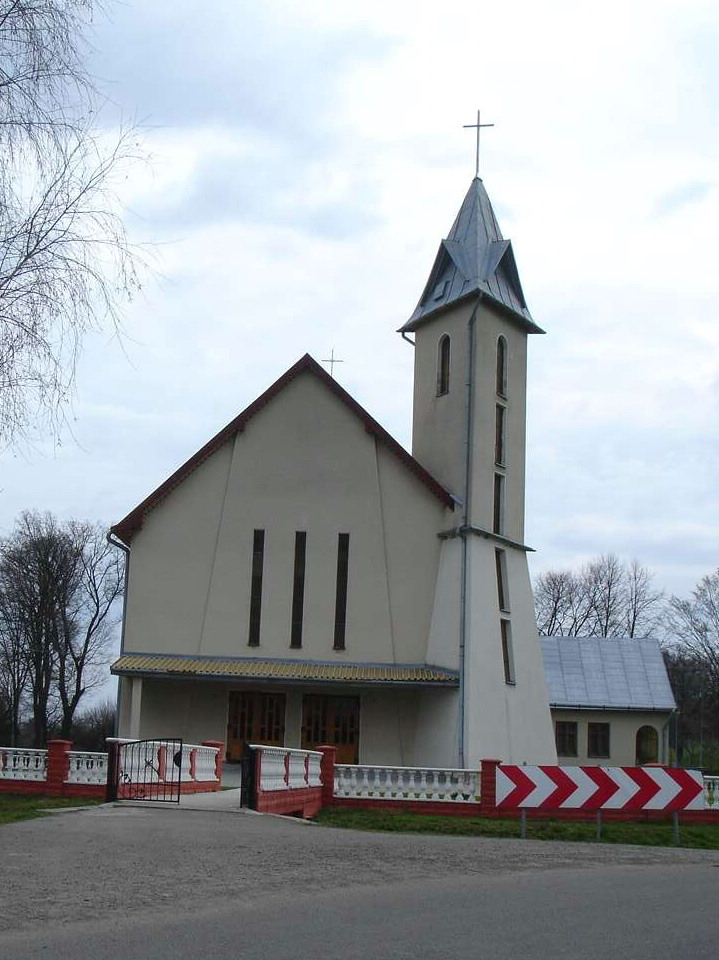
Łaciński kościół w Pawłokomie
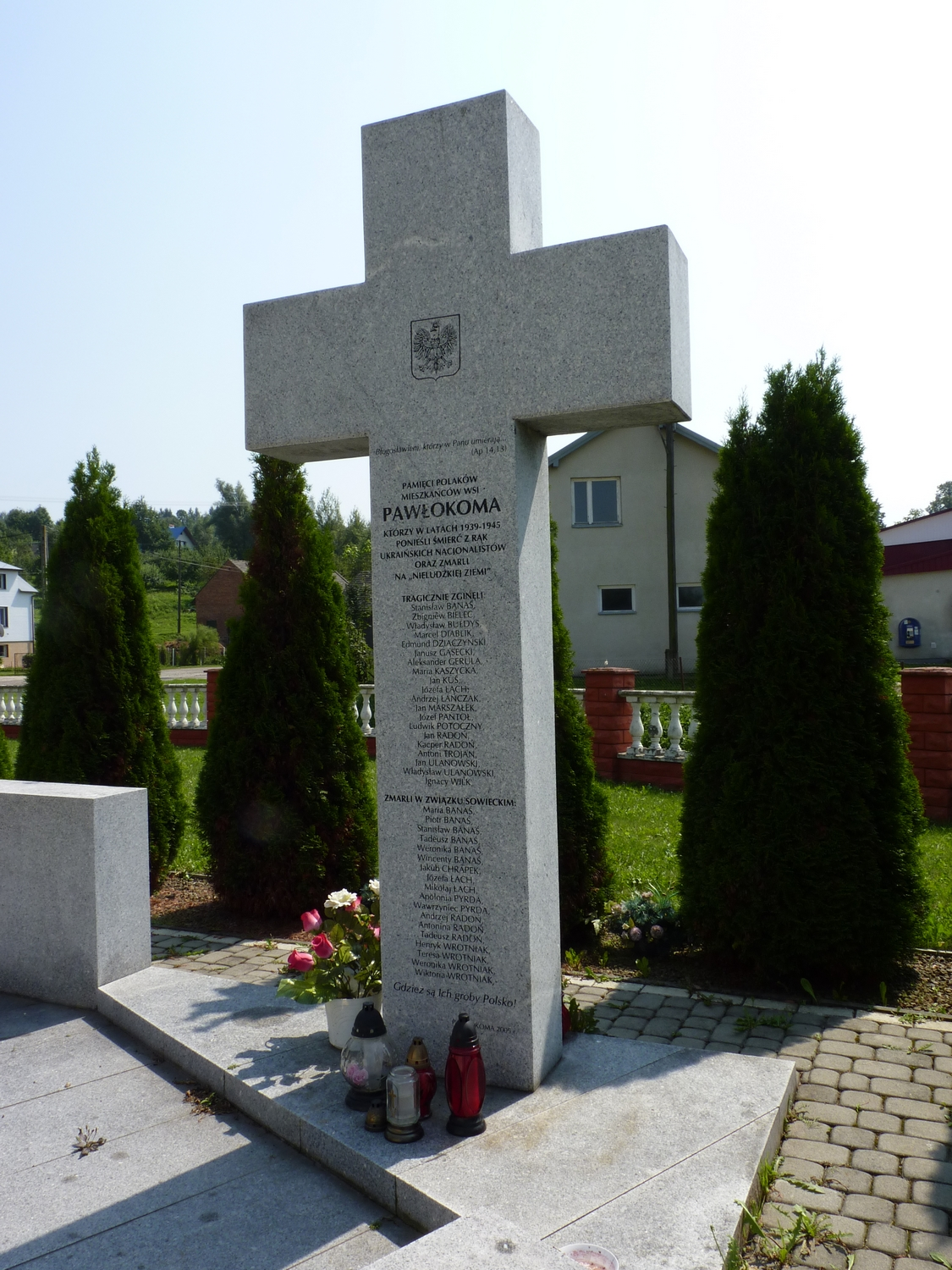
Pomnik pamięci polskich mieszkańców Pawłokomy, którzy ponieśli śmierć z rąk ukraińskich nacjonalistów
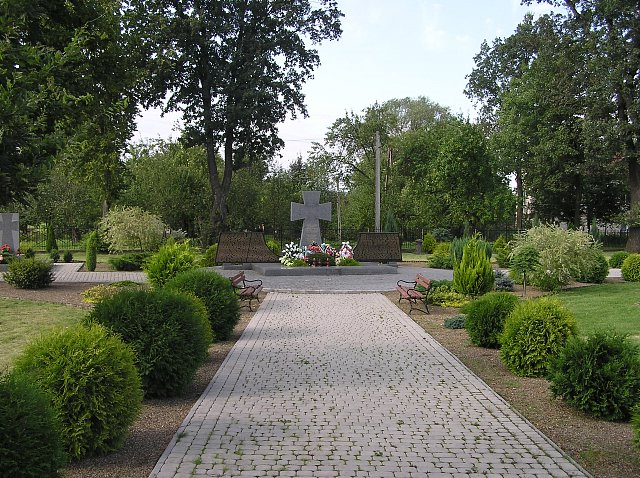
Pomnik pamięci Ukraińców zamordowanych przez Polaków w dniu 3 marca 1945 w Pawłokomie